# 查理斯·沃爾特·德·維斯

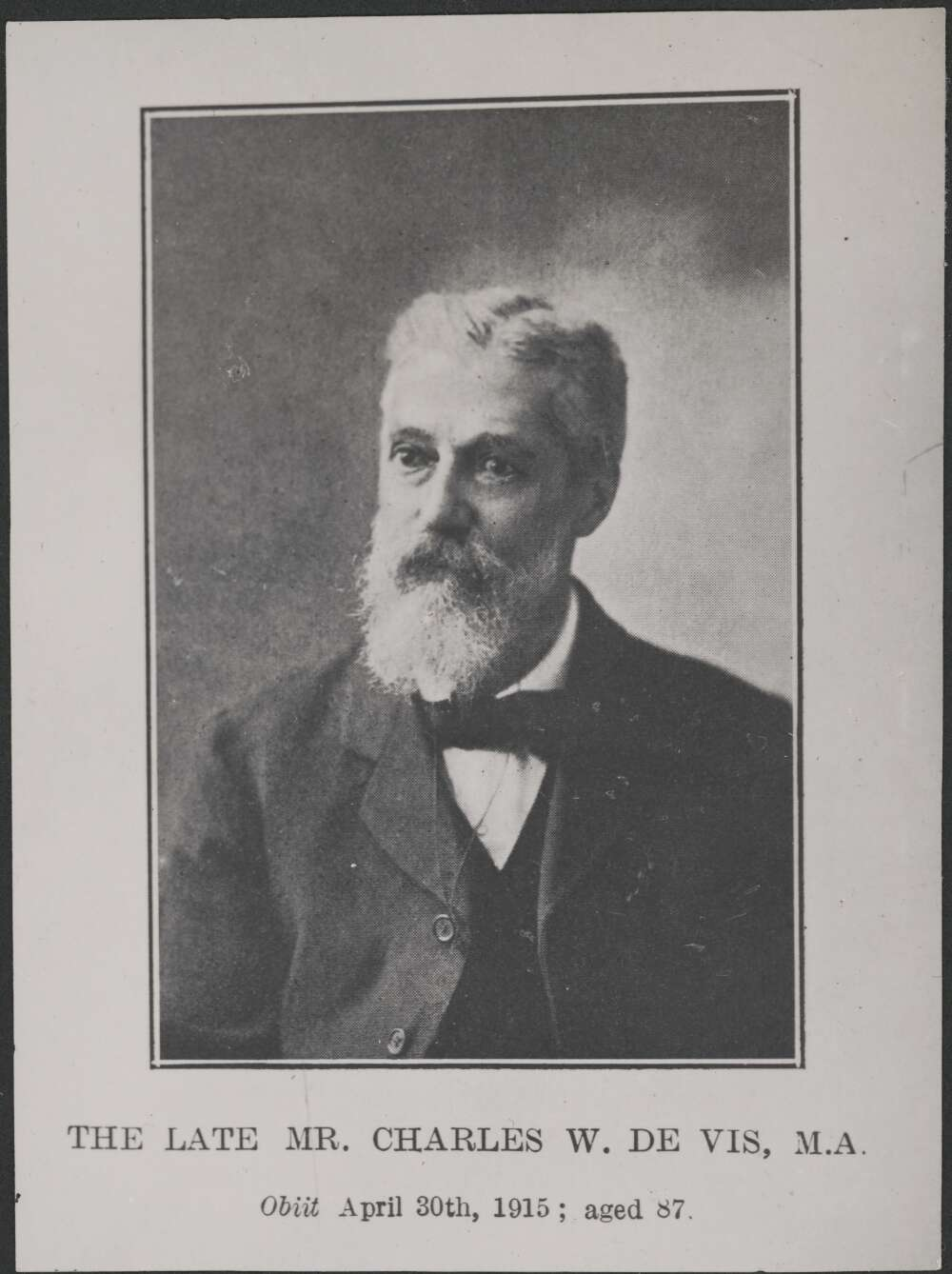
查理斯·沃爾特·德·維斯，澳大利亞國家圖書館

查理斯·沃爾特·德·維斯（英語：Charles Walter de Vis，1829年5月9日-1915年8月30日）， 在1882年之前稱“德維斯”（Devis），是一位英國動物學家 及鳥類學家。
德·維斯出生於英國伯明翰， 1849年在劍橋大學莫德林學院獲得文學學士學位，1852年成為助祭， 1855年-1859年任薩默塞特郡一個地方的教區牧師。 不過最終他放棄了神職而轉投科學，最初是在英格蘭工作，1870年後搬到了澳大利亞。
他是昆士蘭皇家協會的發起人，1888至1889年在該機構任主席，同時也是皇家澳大利亞鳥類聯盟的發起人和副主席。
德·維斯的主要工作集中於昆士蘭（達令草地）和南澳大利亞（柯柏河）的鳥類化石， 但是他也描述過許多現存的鳥類物種。
1915年8月30日，德·維斯死於澳大利亞昆士蘭的布里斯班，死後葬在布里斯班的圖旺公墓。